# Proctoporus subsolanus
Proctoporus subsolanus là một loài thằn lằn trong họ Gymnophthalmidae. Loài này được Doan & Castoe & Arizabal Arriaga mô tả khoa học đầu tiên năm 2005.